# Le Chariot à voile
Pour plus de détails, voir Fiche technique et Distribution.
Le Chariot à voile (The Saga of Windwagon Smith) est un court métrage d'animation américain réalisé par Charles Nichols et produit par Walt Disney Productions, sorti le 16 mars 1961. 

## Synopsis
Le capitaine Smith se lance dans un voyage dans l'Ouest américain à bord d'une carriole Conestoga affublée d'éléments faisant plus penser à un navire qu'à un chariot. Il arrive dans une petite ville et tombe amoureux de la fille du maire, Molly Crum. Étonné par le nouveau type de chariot de Smith, les habitants de la ville lui construisent une énorme version du Windwagon. Mais elle est emportée par une tornade avec à son bord Smith et Molly.

## Fiche technique
- Titre original : The Saga of Windwagon Smith
- Autres titres :
  - Suède : Sjöman i vilda västern
  - France : Le chariot à voile
- Réalisateur : Charles A. Nichols
- Scénario : Charles A. Nichols et Lance Nolley
- Voix : Rex Allen (narrateur, Windwagon Smith), J. Pat O'Malley (Mayor Crum)
- Animateurs : Art Stevens, Julius Svendsen
- Layout : Lance Nolley
- Effet d'animation : Jack Boyd
- Style couleur : Walt Peregoy
- Musique : George Bruns
- Production Design : Ernie Nordli
- Producteur : Walt Disney
- Société de production : Walt Disney Productions
- Distributeur : Buena Vista Distribution Company
- Date de sortie : 16 mars 1961
- Format d'image : couleur (Technicolor)
- Son : Mono (RCA Sound Recording)
- Durée : 13 min
- Langue : (en)
- Pays de production :  États-Unis
- Date de sortie : 1961

## Commentaires
Ce court-métrage a été diffusé dans l'émission Walt Disney's Wonderful World of Color sur NBC le 6 janvier 1963.